# Býkev
Býkev è un comune della Repubblica Ceca facente parte del distretto di Mělník, in Boemia Centrale.